# 资本成本
在金融与会计学中，资本成本（cost of capital）是指市场为将资金引入某个投资项目而所要求的预期回报。对于投资者，一个投资项目的资本成本是一种机会成本，即投资者为选择此项目而放弃了其他项目所付出的代价。另一方面，寻求投资的项目方，例如公司，为了说服投资者去承担这个代价，需要承诺一定的预期回报，这个承诺性的回报，即是项目方为了筹集资金而承担的资本成本。
这两个角度引申出了资本成本最常见的两个应用情境：投资分析中对投资机会的估值，以及公司金融中公司对于投资项目选择的决策。当投资者进行估值时，资本成本用作折现率，将项目预期产生的未来现金流折算成估值进行时的价值，即现值；现值再与项目所需投入资金的多少进行比较，来决定是否进行此项投资。另一方面，公司在选择投资项目时，会将预期回报与公司自身的资本成本做对比，从而做出是否投资的决定。除却上述两种情况，资本成本在金融其他领域也有广泛的应用，这也使之成为金融中最重要的概念之一，甚至有「金融中最常测算的数据」（"the most measured number in finance"）之稱。

## 概述

### 前提
资本成本建立在现代投资组合理论关于理性投资者行为的基本前提之上，尤其是以下两点：
1. 投资者追求回报，厌恶风险；
2. 投资者对投资项目的风险与回报有合理的预期[4]。

因此，当预期回报相同时，投资者选择预期风险最小的机会。换言之，若是想将资金吸引到有风险的项目上，项目的回报需要能够满足投资者的要求，以致于投资者愿意去承担风险。一定预期风险所对应的预期回报，便是资本成本最直观的表现形式——一个投资的资本成本，应当和拥有类似预期风险的投资机会有着类似的预期回报。

### 成本
资本“成本”是一种机会成本，是为了投资一个项目而放弃其他项目所付出的代价。举例来讲，当资金投到项目A时，投资者潜在地放弃了用这笔资金投资其他项目的机会；而放弃项目中最好者，即仅次于项目A的那个项目，便為投资人的代价，也就是投资项目A的资本成本。

### 资本
投资者所考量的项目往往以公司形式出现。对于公司，资本成本是其为了从投资者处筹集资金而承诺的相应回报，“资本”一词故对应的是公司的资本结构，也就是公司筹集资金的途径。这些途径包括：
1. 债券（债权融资），对应债权成本（cost of debt）；
2. 普通股（股权融资），对应股权成本（cost of equity）；
3. 混合型融资，如优先股、可转债等。[8]

公司从不同途径融资的成本各不相同，故一个公司的资本成本应该能够按比例反映公司资本结构的整体成本，其中常见的测算方法即是使用加权平均资本成本（weighted average cost of capital, or WACC）。

## 性质

### 基于预期
资本成本具有前瞻性，是基于投资者对未来的期望；而对未来的不确定性则是预期风险的核心。为了将这种预期风险与预期回报挂钩，金融模型通常先假定一种无风险的投资机会，其预期回报称为无风险利率（risk-free rate）；而所有其他有风险的投资所应该带来的预期回报，则应该比无风险利率更高，高出来的部分稱作风险溢价（risk premium），即：
有风险投资的回报=无风险利率+风险溢价
无论是股权还是债权的资本成本，都是以这种预期性的风险定价为基础去构建的。

### 基于共识
对于风险与回报，每个投资者可能有不同的预期，然而从所有投资者汇总的层面看，市场一般而言会形成对于风险定价的共识；这种共识，就是资本成本的市场基础。因此，资本成本并不是某个投资者对于其投资的期望，而是整个市场对于投资预期回报的共识性要求。

## 基本形式
当投资项目为公司时，资本成本一般的测算方法是计量公司的加权平均资本成本（WACC），其基本形式是：
资本成本=股权成本×股权占比+债权成本×债权占比

### 股权成本
股权成本是公司通过发行普通股的方式融资所面对的成本。套用风险定价公式：
股权成本=无风险利率+股权风险溢价 （Equity Risk Premium, or ERP）
对于股权险溢价的估算，大部分公司采用的是资本资产定价模型（Capital Asset Pricing Model, or CAPM），假设市场中存在系统性风险，是无论投资者如何分散投资 ，都无法弥除的；而这部分风险，才是一个公司的股权投资者面对的真正的风险。系统性风险广泛地影响一个市场中所有的公司，然而对每个公司而言，受影响程度不一。为了衡量这种程度的多少，资本资产定价模型引入了贝塔系数（β），并由此衍生出股权成本的CAPM基本形式：
股权成本=无风险利率+β×股权系统风险溢价

### 债权成本
债权成本是公司通过举债的方式融资所承担的成本，其决定因素主要有三：
1. 无风险利率。若此利率升高，债券成本也升高；
2. 公司的违约风险所对应的违约溢价（default spread）。公司的违约风险越高，溢价越大，债券成本也越高；
3. 税收优惠。由于债券利息一般可以减免税款，因此税后的债券成本会比税前成本低，且公司面对的税率越高，债权成本越低。

因此，债权成本的基本形式如下：
税后债券成本=（无风险利率+违约溢价）×（1-税率）

### 股权与债权占比
为使资本成本能够按比例反映公司整体结构，投资者需要为股权与债权成本赋予相应的比重，已进行加权平均。学界与业界的主流观点，是使用股权与债权的市场价值，而非账面价值，来进行计算。股权的市值一般通过流通股数量乘以股票现价而得。债权市值的估算更为复杂，因为大部分的公司的债权中都有不公开交易的部分，例如银行贷款——对于这种非流通性债权，公司一般只记录账面价值，因此需要投资者将其转换为市值。其中一种简易的办法，便是将公司整体的债务视为一个附息债券（coupon bond），并使用公司的债券成本作为贴现率折算其现值，以此作为公司的债权市值。
分别测算股权与债权市值后，占比即可计算如下：
股权占比=股权市值/（股权+债权市值）
债权占比=债权市值/（股权+债权市值）

### 混合型资本成本
虽然股权与债权是融资最基本的途径，公司有时也会通过发行一些兼具股权与债权特色的证券筹集资金，这些证券称为混合型证券。

#### 优先股
优先股具有一定的债权特色，因为它的股息额是在发行时便已确定的，且股息发放次序优先于普通股；然而优先股股息没有税收减免，这点又使优先股带有普通股性质。通常，公司发行优先股时并不设定一个赎回日期，对于这些永续优先股（perpetual preferred stock），在没有其它特殊条件下，资本成本可以计算如下：
优先股成本=每股优先股股息/优先股股价
由于优先股在风险性上介于普通股与债权之间，其成本也应低于普通股权成本，但高于税前债权成本。而在计算占比时，优先股市值单列在普通股与债权以外：
优先股占比=优先股市值/（普通股+债券+优先股市值）

#### 可转债
可转债持有人有将债权转换为股权的权利。可转债因此可视为一个附息债券与一个转换期权，在测算其资本成本时，分别计入债权与股权成本；占比计算中，也通过分别计算两个部分的市值而归入债权与股权。

## 应用
资本成本最常见的两个应用，便是在估值中作为衡量未来现金流风险的贴现率，及在公司金融中作为衡量公司运营情况的最低预期回报率。另外，资本成本可以成为优化一个公司资本结构，进而增加公司价值的工具。资本成本被认为是金融中最重要的概念之一，并有「金融中最常测算的数据」之稱。

### 估值
贴现现金流（discounted cash flow, or DCF），在三种主流估值方法中最为常用且基础，其核心在于将投资项目的未来现金流，按照贴现率，折算成现在的（即估值时的）价值如下：
现时价值{\displaystyle =\sum _{t=1}^{n}{\frac {CF}{(1+r)^{t}}}}
（CF是公司在未来时间点t产生的现金，r为贴现率）
当使用这种方法去估算一家公司的价值时，投资者常将资本成本作为贴现率。由此计算出的公司价值，若是低于投资价格，则投资者有投资这家公司的理由。

### 最低预期回报率
为了评判一家公司的经营水平，投资者可以考察公司的投资效益，即：公司所投资所得回报是否高于投资者的最低预期回报率。若是，则公司的投资具备合理性。而资本成本，常常用於投资者的最低预期回报率。因此，从公司决策的角度而言，管理者在甄选投资项目时，应着重考虑投资回报率高于公司资本成本的项目。

### 优化资本结构
由于资本成本是计算公司价值时使用的折算率，而折算率的降低能带来价值的提升，公司可以通过优化资本结构，达到减少资本成本的效果。一方面，债权融资因其较低的风险，及税款减免，成本一般低于股权融资成本。另一方面，公司举债也增加了其破产的机率，并进而影响其债权成本，甚至会改变公司的贝塔系数而影响其股权成本。这种正反两面的相互作用，决定了公司在举债后整体资本成本的变化。
除了调整债权与股权的比重，公司也可以通过选择不同的债权发行种类，以尽量使得偿还债务的现金流与公司赚取的现金流相匹配，以减少资金周转不灵，从而降低公司违约风险，进一步降低资本成本。

#### 莫迪尼亚尼-米勒定理
作为公司金融中最知名的定理之一，莫迪尼亚尼-米勒定理证明了一个公司的资本结构变化并不影响公司的价值。然而，这个定理的前提是无税收，且无违约风险，故债权融资的增加不会带来更多的税收优惠或破产风险，也就不会影响公司价值。在现实中，税收与违约的存在，使得资本结构的变化不再对公司价值毫无影响。